# Jean Blosset
Jean (IV.) Blosset († 26. November 1587) war ein französischer Adliger und Militär. Er war Seigneur de Torcy et du Plessis-Pâté sowie Gouverneur von Paris und Île-de-France.

## Leben
Jean (IV.) Blosset war der Sohn von Jean (III.) Blosset, Seigneur de Torcy, Beaumont etc., Baron du Plessis-Pâté, und Anne de Cugnac de Dampierre. Er schlug eine militärische Karriere ein und brachte es zum Kapitän von 50 Ordonnanzsoldaten.
Während des Zweiten Hugenottenkriegs schlugen die Protestanten im Herbst 1567 ihr Feldlager Saint-Denis auf und begannen eine sechswöchige Belagerung von Paris, bei der sie alle Lebensmitteltransporte sperrten, um die Stadt auszuhungern. Bei einer Expedition der Belagerten am 4. November gegen die Pontons der Belagerer über die Seine konnten die königlichen Truppen mehrere dieser Posten des Gegners übernehmen. Die wichtigsten Offiziere dabei waren Léonor d’Orléans, duc de Longueville, Guillaume de Montmorency, seigneur de Thoré, Timoléon de Cossé, comte de Brissac und Jean Blosset de Torcy, die 1500 gut ausgerüstete Reiter und 3000 Fußsoldaten befehligten. Die Belagerung endete mit der Schlacht bei Saint-Denis am 10. November 1567, bei der der Connétable Anne de Montmorency so schwer verwundet wurde, dass er zwei Tage später starb.
Am 23. Oktober 1572 wurde er zum Stellvertreter von François de Montmorency als Gouverneur von Paris und der Île-de-France ernannt und war es offenbar noch im März 1577. Am 21. Dezember 1578 wurde er zum Chevalier de l’Ordre du Saint-Esprit ernannt, am 31. Dezember erfolgte die Aufnahme, er gehört also zu den Gründungsmitgliedern des Ordens.
Als 1581 der türkische Sultan Murad III. eine Einladung aussprach, dass Frankreich durch einen Gesandten an der Beschneidung seines ältesten Sohnes teilnehmen könne, nahm Jean Blosset die Gelegenheit wahr, um nach Konstantinopel zu reisen und von dort griechische Manuskripte nach Frankreich zu bringen.
Jean Blosset starb am 26. November 1587.

## Ehe und Erbe
Er war mit Marie de Riants verheiratet, Tochter von Denis de Riants, Seigneur de Villeroy au Perche, Conseiller du Roi und Président à mortier du Parlement de Paris, und Gabrielle Sapin, blieb aber ohne Nachkommen.
Seine Erbin war seine Schwester Claude, Dame de Torcy, Beaumont, Le Plessis-Pâté etc; ⚭ 4. April 1553 Louis III. de Montberon, Seigneur de Fontaines-Chalandray, Sohn von Louis II. de Montberon, Seigneur de Fontaines-Chalandray, und Louise de Beaumont
Seine Schwester Françoise hatte einen außerehelichen Sohn mit François d’Orléans-Longueville (1513–1548), Marquis de Rothelin (der Vater von Léonor d’Orléans-Longueville); ihre Nachfahren bilden die Nebenlinie Orléans-Rothelin des Hauses Orléans-Longueville; 1530 heiratete sie Jean de Bricqueville, Seigneur de Coulombières, Sohn von Guillaume Sire de Bricqueville, und Jeanne Havart.